# Ernest Décloux
Ernest Décloux, né le 29 janvier 1875 à Commentry (Allier) et mort le 3 août 1938 à Néris-les-Bains (Allier), est un homme politique français.

## Biographie
Médecin à Néris-les-Bains, il est maire de la ville de 1907 à 1931. Il est député de l'Allier de 1919 à 1924, inscrit au groupe de l'Entente républicaine démocratique. 

## Sources
- « Ernest Décloux », dans le Dictionnaire des parlementaires français (1889-1940), sous la direction de Jean Jolly, PUF, 1960 [détail de l’édition]